# Medaile 70. výročí Ozbrojených sil SSSR
Medaile 70. výročí Ozbrojených sil SSSR (rusky Юбилейная медаль «70 лет Вооружённых Сил СССР») byla sovětská pamětní medaile založená roku 1988 při příležitosti 70. výročí Ozbrojených sil Sovětského svazu.

## Historie
Medaile byla založena dekretem prezidia Nejvyššího sovětu Sovětského svazu č. 8400-XI ze dne 28. ledna 1988 u příležitosti sedmdesátého výročí ozbrojených sil SSSR. Autorem vzhledu medaile je Aleksandr Borisovič Žuk.
K 1. lednu 1995 bylo toto vyznamenání uděleno v přibližně 9 842 160 případech.

## Pravidla udílení
Medaile byla udílena důstojníkům, poddůstojníkům i řadovým vojákům, kteří k rozhodnému datu 23. února 1988 byli v aktivní vojenské službě v sovětské armádě, námořnictvu, pohraničních stráži či NKVD. Udělena byla i veteránům Velké vlastenecké války 1941–1945, kteří se účastnili akcí proti nepříteli. Udělena byla i osobám propuštěným z aktivní vojenské služby, kteří byli v záloze či ve výslužbě, za předpokladu, že před svým odchodem odsloužili minimálně dvacet let. Udělena byla i lidem, kteří během své vojenské služby obdržely medaili Za odvahu, medaili Ušakova, medaili Za bojové zásluhy, medaili Nachimova, medaili Za zásluhy při obraně státní hranice SSSR, medaili Za zásluhy ve vojenské službě či medaili Za vynikající službu při udržování veřejného pořádku.
Medaile se nosí nalevo na hrudi. V přítomnosti dalších sovětských medailí se nosí za medailí 60. výročí Ozbrojených sil SSSR.

## Popis medaile
Medaile kulatého tvaru o průměru 32 mm je vyrobena z mosazi. Na přední straně jsou z profilu vyobrazeni pilot, námořník a voják pozemních sil. Při vnějším okraji je vavřínový věnec, který je v horní části medaile přerušen pěticípou hvězdou v níž je srp a kladivo. Ve spodní části medaile jsou dva letopočty nad sebou 1918 a 1988, přičemž druhý z nich přerušuje věnec v jeho spodní části. Na zadní straně je nápis v cyrilici na pěti řádcích 70 ЛЕТ ВООРУЖЁННЫХ СИЛ СССР (70 let ozbrojených sil SSSR). Pod nápisem je dubová větvička zkřížená s vavřínovou větvičkou. Všechny nápisy i texty jsou konvexní. Okraj medaile je vystouplý.
Medaile je připojena pomocí jednoduchého kroužku ke kovové destičce ve tvaru pětiúhelníku potažené hedvábnou stuhou z moaré červené barvy. Stuha je široká 24 mm. Okraje stuhy jsou lemovány zelenými proužky. Uprostřed stuhy je světle modrý proužek, na který z obou stran přiléhá žlutý proužek.